# هوندا سیویک (نسل پنجم)
هوندا سیویک (نسل پنجم) (Honda Civic (fifth generation)) خودرویی است که در سال‌های ۱۹۹۲ تا ۱۹۹۵در ژاپن، کانادا، لاهور، پاکستان، تایوان (جزیره)، تایلند، آفریقای جنوبی و نیوزیلند تولید شده‌است.
این خودرو در کلاس خودرو کامپکت کوچک قرار گرفته، طراحی آن خودروهای موتور جلو-محور جلو و خودروهای موتور جلو-چهار چرخ متحرک بوده است. سیستم جعبه‌دندهٔ آن به دو صورت ۵ دنده دستی و 4 دنده خودکار است.